# VOR70

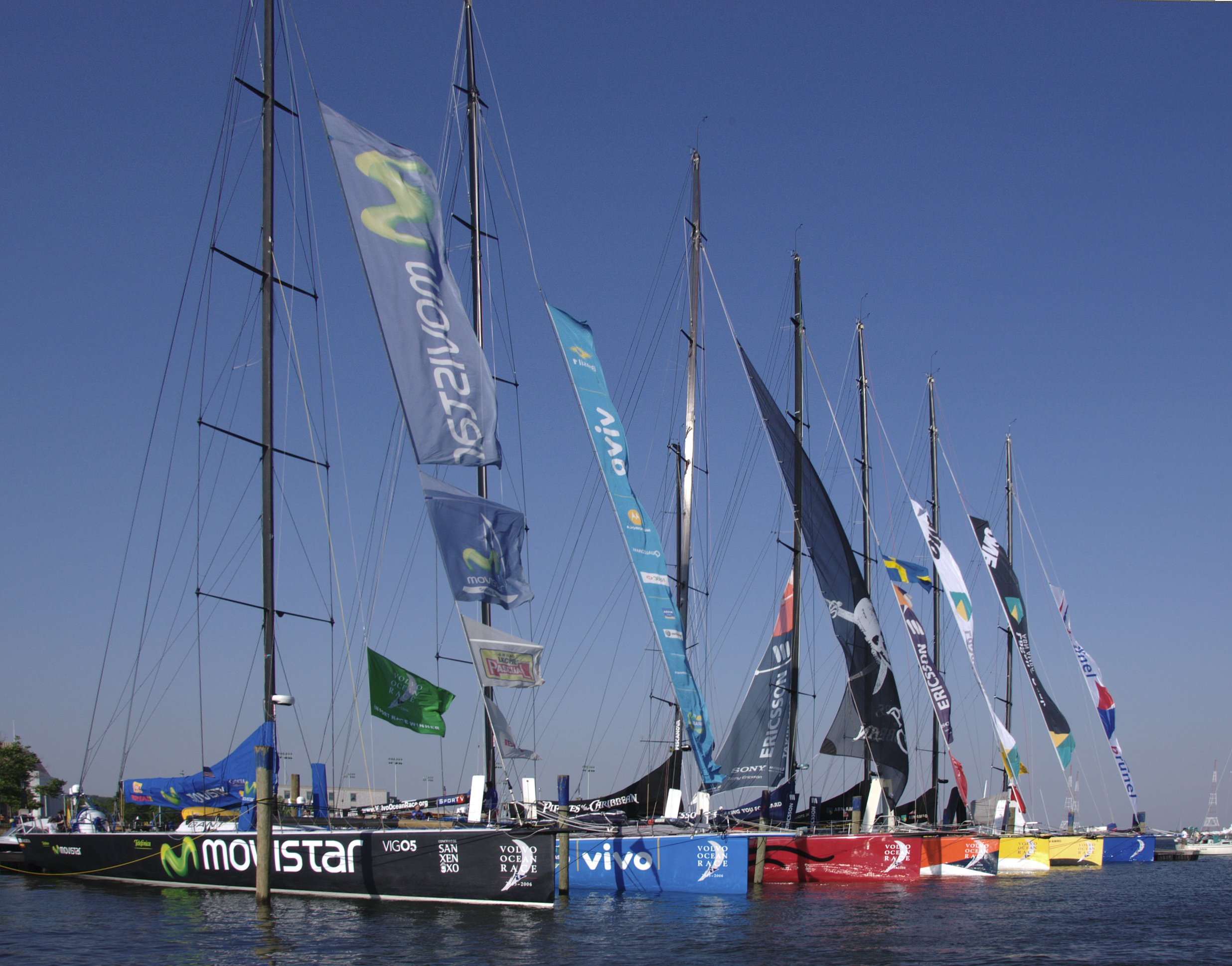
Concurrents de l'édition 2005–2006 Volvo Ocean Race

La classe Volvo Open 70 (parfois désignée comme Volvo Ocean 70, VO70 ou VOR70) est la catégorie de voiliers utilisée jusqu'en 2012 pour concourir dans la Volvo Ocean Race. Elle a été utilisée pour la première fois lors de l'édition 2005-2006 (en remplacement des Volvo Ocean 60 utilisés depuis 1993) et autorise une quille pendulaire (en) capable de basculer transversalement jusqu'à un angle de 40 degrés.

## Description
Selon la jauge VOR70, les voiliers peuvent être réalisés en fibres de verre, fibres d'aramide, ou fibres de carbone (qui n'étaient pas autorisés pour les VO60).
La jauge Volvo Open 70 est un ensemble de règles de conception auquel les voiliers concourants dans l'épreuve doivent répondre. Le concept est similaire à celui de la conception et de la construction des formules 1. Les équipes compétitrices conçoivent et construisent leur bateau dans le respect de cette jauge, en essayant de réaliser le bateau le plus rapide dans les conditions de courses prévues.
La version 2 de la jauge VO70 qui « a été développée dans le but d'appliquer les leçons apprises dans la dernière édition et d'assurer la continuité de l'évolution de cette classe » a été adoptée en septembre 2006. Une version modifiée de la jauge, la version 3, a été adoptée en 2011, avec dans l'optique d'« affiner le design des bateaux au lieu d’y apporter des changements radicaux »,.

## Jauge
|                        | Metric    | Imperial  |
| ---------------------- | --------- | --------- |
| Longueur hors-tout     | 21.5 m    | 70.5 ft   |
| Maître-bau             | 5.7 m     | 18.7 ft   |
| Tirant d'eau           | 4.5 m     | 14.8 ft   |
| Mât                    | 31.5 m    | 103.3 ft  |
| Déplacement            | 14 000 kg | 30,870 lb |
| Lest                   | 7 400 kg  | 16,320 lb |
| Grand-voile            | 175 m2    | 1,883 sq' |
| Trinquette             | 60 m2     | 645 sq'   |
| Tourmentin             | 35 m2     | 376 sq'   |
| Foc                    | 94 m2     | 1,011 sq' |
| Spinnaker (En tête)    | 500 m2    | 5,381 sq' |
| Spinnaker (Fractionné) | 350 m2    | 3,767 sq' |
| Suédoise               | 41 m2     | 441 sq'   |

## Records actuels
Depuis le lancement de la classe, elle a prouvé être le voilier monocoque le plus rapide jamais construit. À l'heure actuelle, tous les records majeurs en monocoque sont détenus par des VO70. Par exemple : en octobre 2008, Ericsson 4 parcours officiellement 596.6 milles nautiques en 24 heures, établissant ainsi le record de distance en 24h en monocoque.
Le skipper Torben Grael et son équipage réalise le record lors de la première manche de l'édition 2008-2009 de la Volvo Ocean Race.  Ils naviguent physiquement avec Ericsson 4 alors qu'un puissant front froid touche la flotte, apportant des vents approchant les 40 nœuds, et propulse leur bateau à une vitesse moyenne de 24,8 nœuds.
En 2010 le VO70 Delta Lloyd (ex ABN AMRO ONE) établit le nouveau record de la traversée de la manche, skippé par Bouwe Bekking. En 2010 le VO70 Groupama 70 (ex Ericsson 4, utilisé par le Team Groupama comme bateau d'entrainement avant la mise à l'eau de Groupama 4) bat le record du tour des îles britanniques. En juillet 2011 le VO70 Puma Mar Mostro gagne la TR2011 en temps compensé, finissant second en temps réel derrière Rambler 100. Lors de l'édition 2011 du Fastnet les trois premiers monocoques étaient des VO70 et ont tous les trois battu le précédent record. Il est actuellement de 1 jour 18 heures et 39 minutes.

## Records précédents
En avril 2005, le VO70 Movistar battait le record de distance en 24 heures en monocoque en parcourant 530 milles nautiques. En 2006, ABN AMRO TWO bat ce même record en parcourant 562,96 milles nautiques. Cette reord a déjà été battu par Camper (554 milles nautiques) et Telefonica (548 milles nautiques) lors de l'étape 1 de l'édition 2011-2012.

## Galerie d'images

Stopover Stockholm 2009
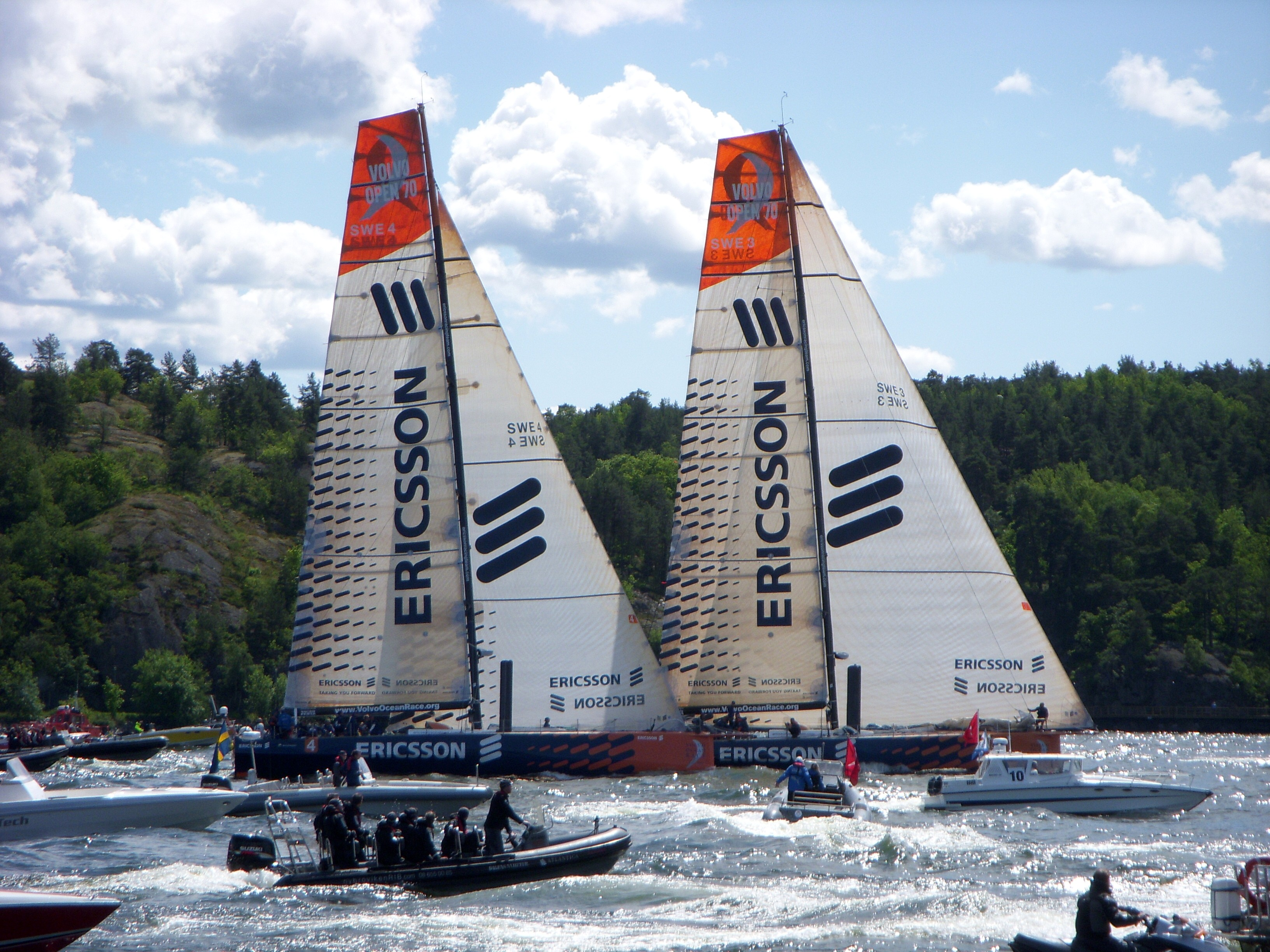
Ericsson 3 and 4
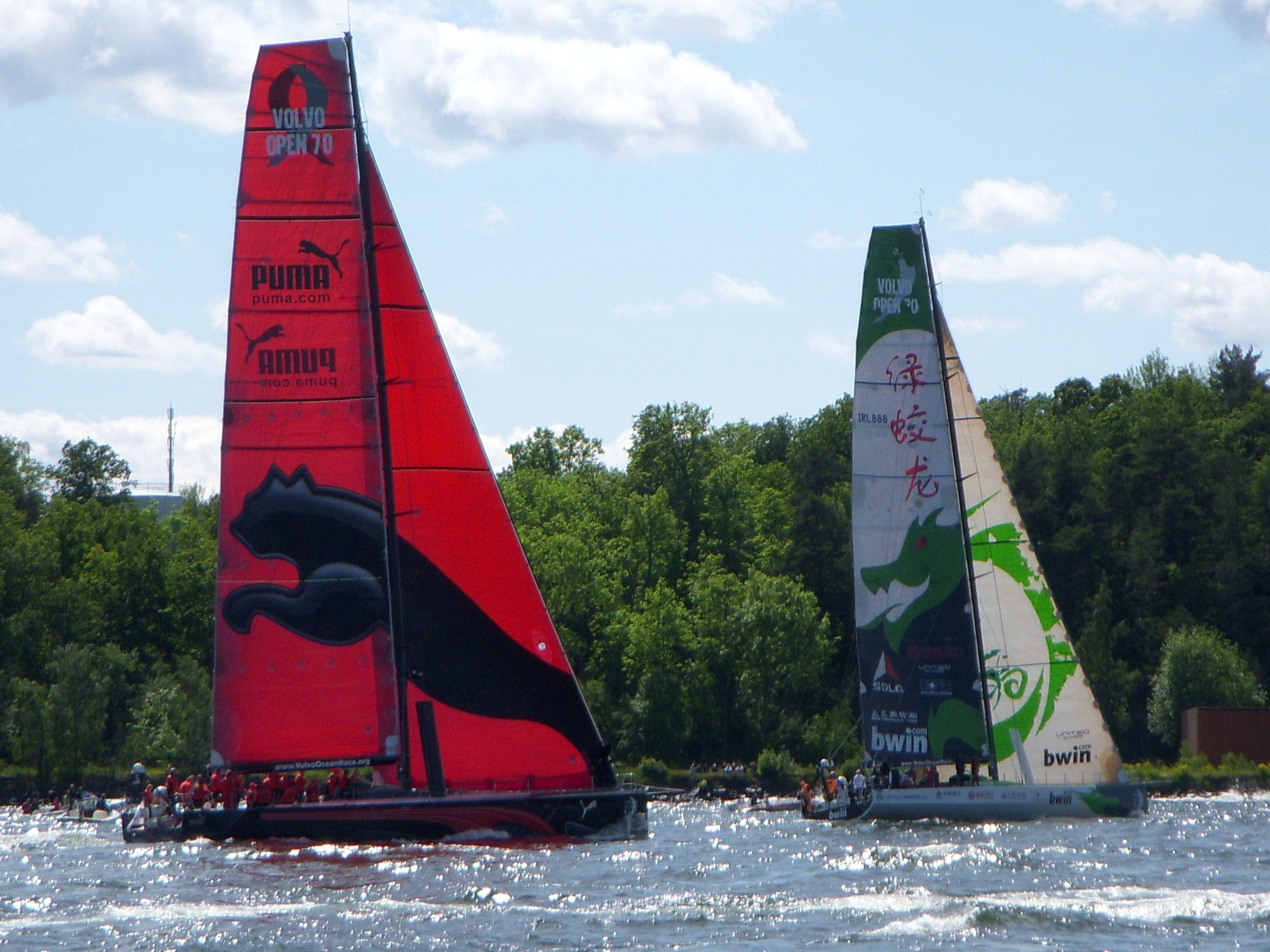
Puma and Green Dragon
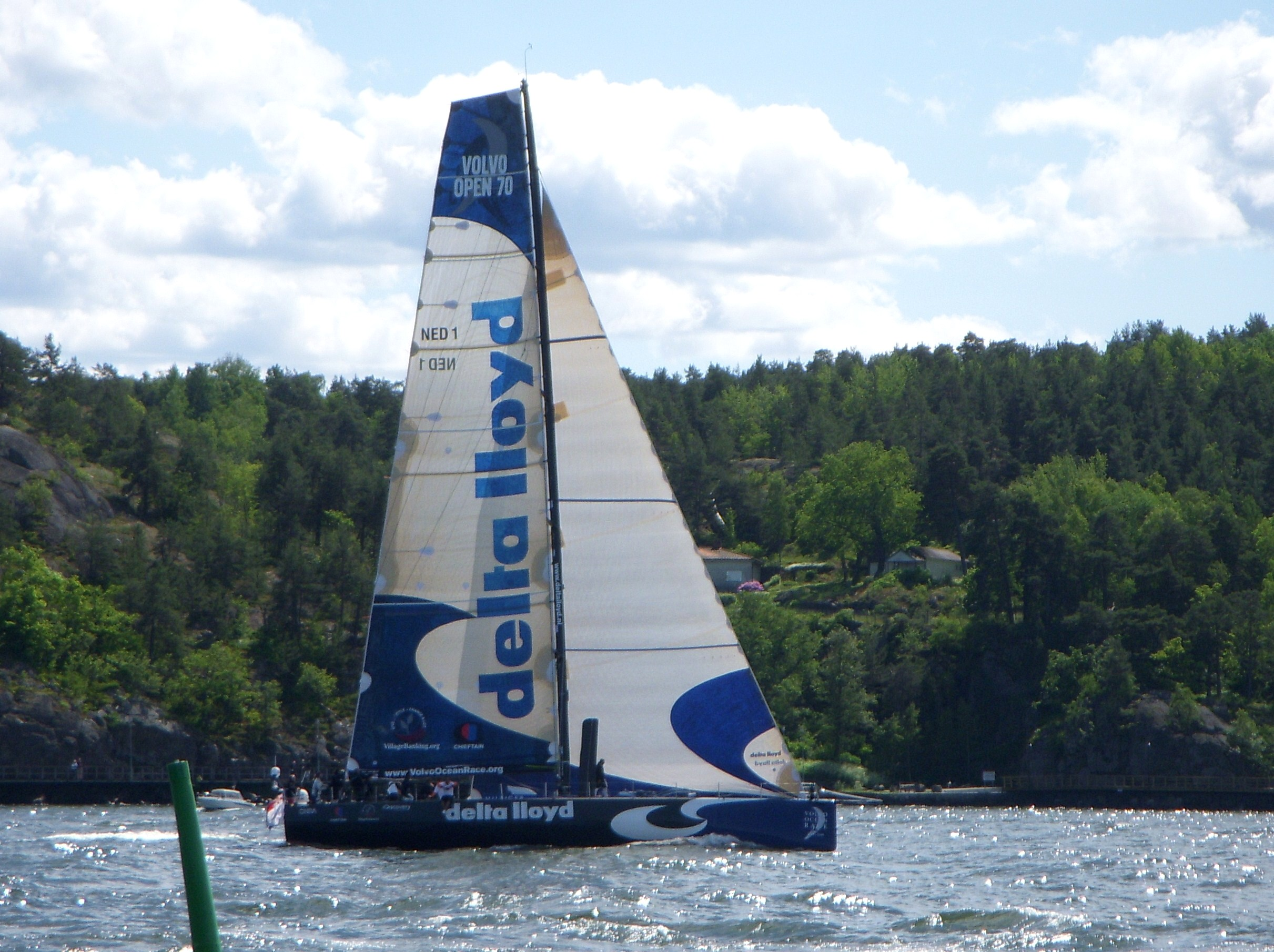
Delta Lloyd
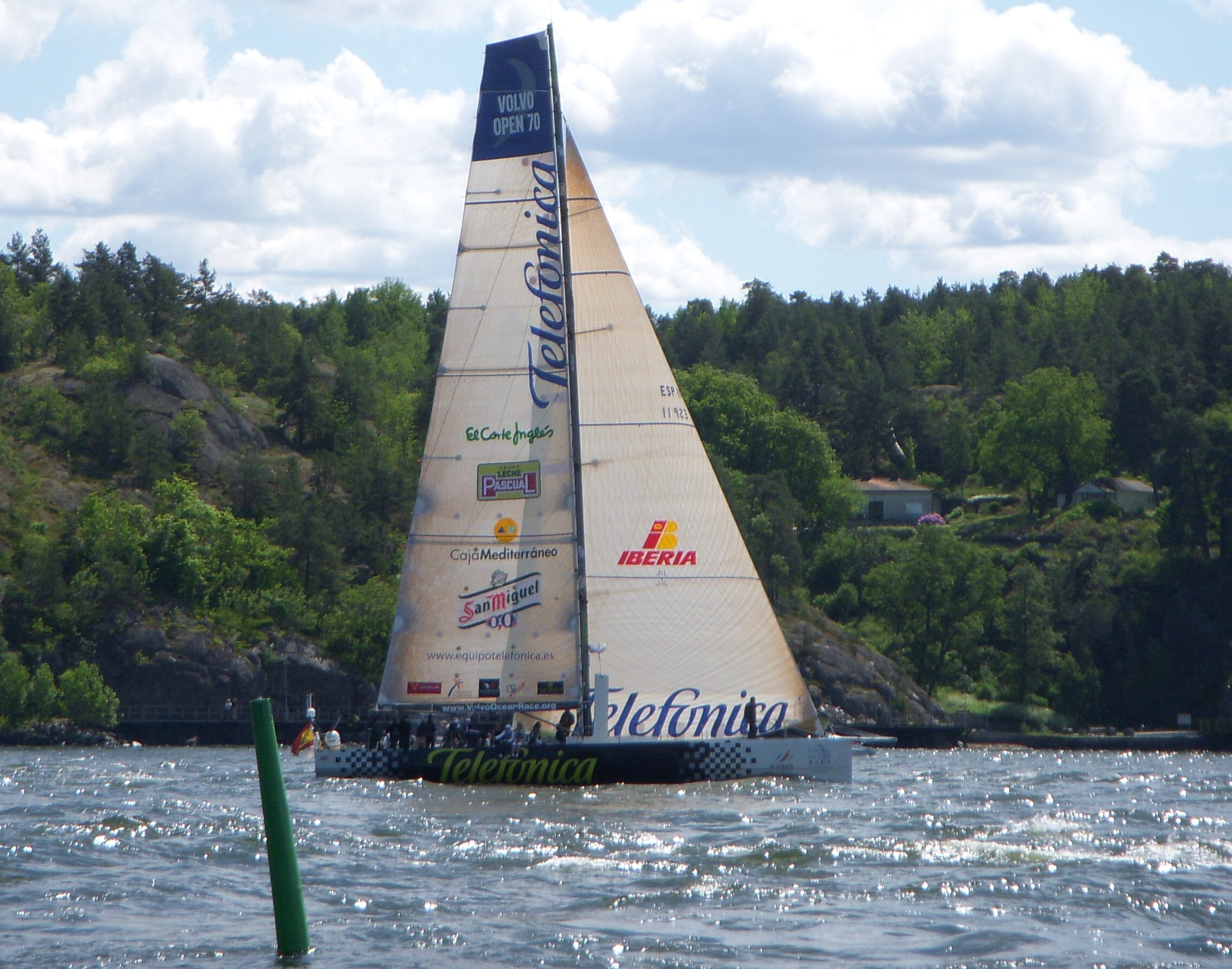
Telefonica Black